# هوارد لويد كينيدي
هوارد لويد كينيدي (بالإنجليزية: Howard Lloyd Kennedy)‏ هو سياسي أمريكي، ولد في 13 أبريل 1928 في بيريسفورد في الولايات المتحدة. حزبياً، نشط في الحزب الجمهوري. وقد انتخب عضو داكوتا الجنوبية البيت النواب.